# Bátorove Kosihy
Bátorove Kosihy, ungarisch Bátorkeszi (slowakisch 1948–1991 Vojnice, 1927–1948 Bátorove Kesy, bis 1927 nur Kesy; ungarisch älter auch Bátorkesz) ist eine Gemeinde im Okres Komárno innerhalb des Nitriansky kraj in der Slowakei mit 3291 Einwohnern (Stand 31. Dezember 2024).

## Geographie

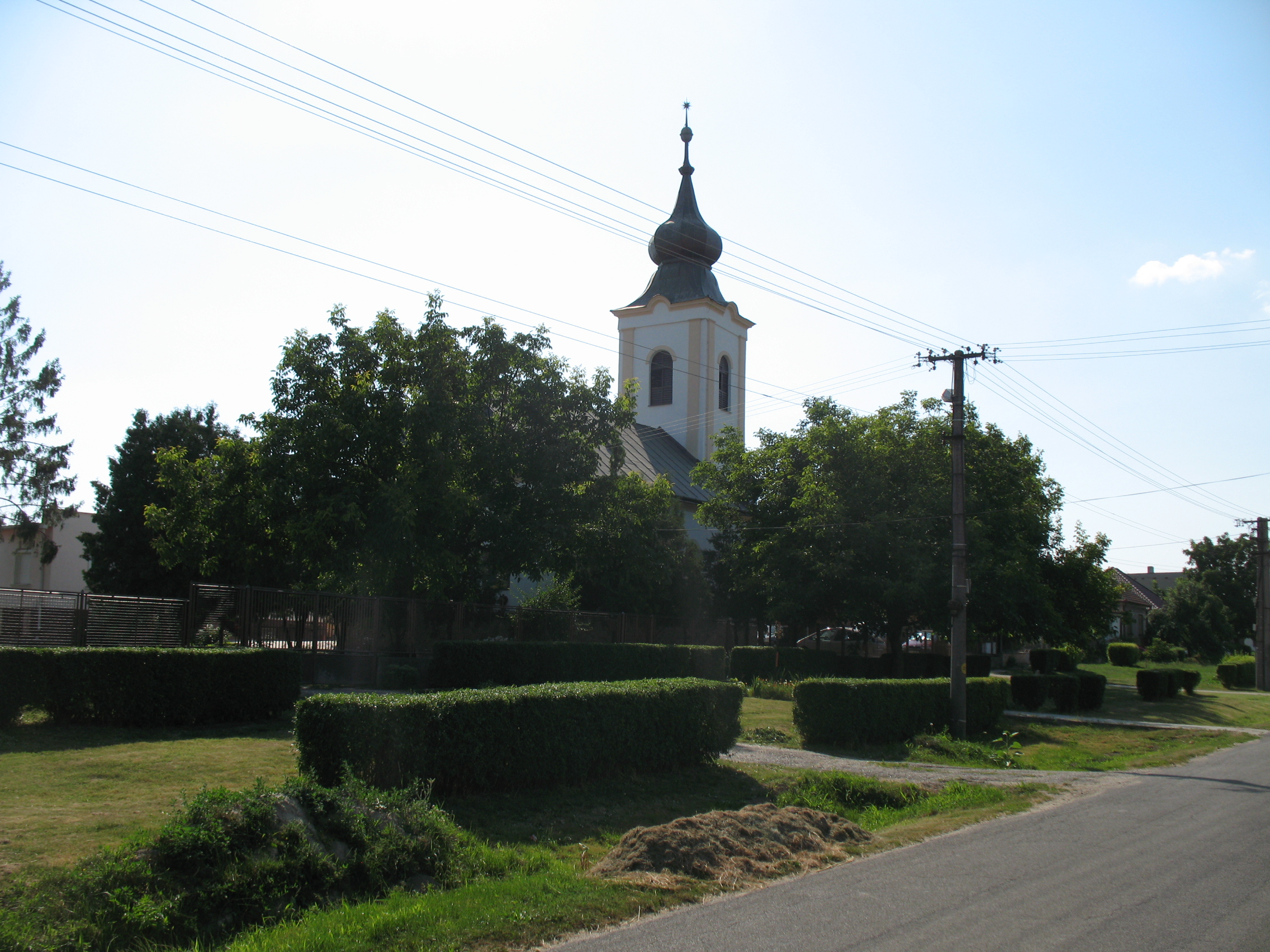
Kirche im Ort

Die Gemeinde liegt im Donautiefland, genauer gesagt im Donauhügelland an dem Flüsschen Vojnický potok, der ein rechter Zufluss der Donau ist. Das Ortszentrum liegt auf einer Höhe von 123 m n.m., erwähnenswerte Erhebungen sind der Chrbát (271 m n.m.) im Nordwesten und die Anhöhe Drieňová hora (226 m n.m.). Der Ort liegt 26 Kilometer östlich von Komárno und 26 Kilometer westlich von Štúrovo.
Bátorove Kosihy gliedert sich in zwei Gemeindeteile: Vojnice und Mikulášov Sad.

## Geschichte
Die erste nachgewiesene Siedlung stammt aus der Jungsteinzeit. Des Weiteren fand man im Gemeindegebiet auch awarische, slawische und altmagyarische Grabstätten. Der Ort wurde zum ersten Mal 1156 als Villa Kesceu als ein bischöfliches Besitz schriftlich erwähnt. 1311 wurde der Ort von den Anhängern des Oligarchs Matthäus Csák niedergebrannt. Im Laufe der Jahrhunderte war er im Besitz der Familien Báthory (dem Namensgeber der Gemeinde) und Pálffy. 1536 wurde der Ort zum Marktflecken. 1830 wurde hier die erste Zuckerfabrik auf dem Gebiet der heutigen Slowakei gegründet.
Bis 1918 lag der Ort im Komitat Gran innerhalb des Königreichs Ungarn und kam danach zur Tschechoslowakei. 1938–1945 lag er auf Grund des Ersten Wiener Schiedsspruchs noch einmal in Ungarn.

## Bevölkerung
| Jahr                | 1994 | 2004    | 2014    | 2024    |
| ------------------- | ---- | ------- | ------- | ------- |
| Anzahl der Personen | 3598 | 3493    | 3399    | 3291    |
| Unterschied         |      | −2,91 % | −2,69 % | −3,17 % |

| Jahr                | 2023 | 2024    |
| ------------------- | ---- | ------- |
| Anzahl der Personen | 3294 | 3291    |
| Unterschied         |      | −0,09 % |

Nach der Volkszählung 2011 wohnten in Bátorove Kosihy 3415 Einwohner, davon 2671 Magyaren, 614 Slowaken, 39 Roma, 13 Tschechen und je ein Bulgare, Deutsche, Mährer und Pole; 6 Einwohner waren anderer Ethnie. 68 Einwohner machten keine Angaben.  2.136 Einwohner bekannten sich zur römisch-katholischen Kirche, 754 Einwohner zur reformierten Kirche, 47 Einwohner zur evangelischen Kirche A. B., 23 Einwohner zu den Zeugen Jehovas, acht Einwohner zur griechisch-katholischen Kirche, sieben Einwohner zur evangelisch-methodistischen und ein Einwohner zur orthodoxen Kirche; fünf Einwohner war anderer Konfession. 272 Einwohner waren konfessionslos und bei 159 Einwohnern ist die Konfession nicht ermittelt.
Ergebnisse der Volkszählung 2001 (3514 Einwohner):
| Nach Ethnie: - 83,38 % Magyaren - 15,59 % Slowaken - 0,54 % Roma - 0,28 % Tschechen | Nach Konfession: - 66,68 % römisch-katholisch - 6,29 % konfessionslos - 2,08 % evangelisch - 0,34 % keine Angabe |